# Dengue Fever
Dengue Fever è un gruppo musicale statunitense che miscela musica pop cambogiana con il rock psichedelico.

## Storia del gruppo
I due fratelli Zac Holtzman (chitarra e voce) ed Ethan Holtzman (tastiere), dopo aver tratto ispirazione da un viaggio in Cambogia, fondano la band. Successivamente rintracciarono la cantante Chhom Nimol a Little Phnom Penh, il bassista Sennon Williams, il batterista Paul Smith ed il suonatore di ottoni David Ralicke. Tutte le canzoni sono scritte in khmer da Zac, ma è stata composta anche qualche canzone in inglese.

## Discografia
- 2003 - Dengue Fever
- 2005 - Escape from Dragon House
- 2006 - Sip of the Mekong EP
- 2008 - Venus On Earth
- 2009 - Sleepwalking Through the Mekong
- 2011 - Cannibal Courtship

## Il film
Su di loro è stato anche girato un film documentario intitolato Sleepwalking Through the Mekong, in cui la band in tour visita Phnom Penh e altre città in Cambogia.